# (236728) Léandri
(236728) Léandri, désignation internationale (236728) Leandri, est un astéroïde de la ceinture principale.

## Description
(236728) Léandri est un astéroïde de la ceinture principale. Il fut découvert par Bernard Christophe le 19 avril 2007 à l'observatoire de Saint-Sulpice. Il présente une orbite caractérisée par un demi-grand axe de 2,46 UA, une excentricité de 0,213 et une inclinaison de 10,16° par rapport à l'écliptique.
Il fut nommé en hommage à Andrée Fernandez, née Léandri en 1939, informaticienne à l'observatoire de Meudon, impliquée dans la recherche de TNOs par l'instrument Miosotys.

## Compléments